# Г'юстон (Британська Колумбія)
Г'юстон (англ. Houston) — окружний муніципалітет в Канаді, у провінції Британська Колумбія, у складі регіонального округу Балклі-Нечако.

## Населення
За даними перепису 2016 року, окружний муніципалітет нараховував 2993 особи, показавши скорочення на 4,9%, порівняно з 2011-м роком. Середня густина населення становила 41 осіб/км².
З офіційних мов обидвома одночасно володіли 70 жителів, тільки англійською — 2 915, а 10 — жодною з них. Усього 210 осіб вважали рідною мовою не одну з офіційних, з них 10 — одну з корінних мов, а 5 — українську.
Працездатне населення становило 68,6% усього населення, рівень безробіття — 11,5% (16,5% серед чоловіків та 4,4% серед жінок). 86,1% осіб були найманими працівниками, а 12,7% — самозайнятими.
Середній дохід на особу становив $49 813 (медіана $36 309), при цьому для чоловіків — $64 662, а для жінок $32 584 (медіани — $58 752 та $23 168 відповідно).
34,4% мешканців мали закінчену шкільну освіту, не мали закінченої шкільної освіти — 23,8%, 42% мали післяшкільну освіту, з яких 18,2% мали диплом бакалавра, або вищий, 10 осіб мали вчений ступінь.
| Статево-вікова структура населення | Статево-вікова структура населення | Статево-вікова структура населення | Статево-вікова структура населення | Статево-вікова структура населення |
| ---------------------------------- | ---------------------------------- | ---------------------------------- | ---------------------------------- | ---------------------------------- |
|                                    |                                    |                                    |                                    |                                    |
| Всього                             | Всього                             | 51,8%48,2%                         |                                    |                                    |
| 0 — 14 років                       | 0 — 14 років                       |                                    | 20,7%                              | 20,7%                              |
| 15 — 64 років                      | 15 — 64 років                      |                                    | 65,2%                              | 65,2%                              |
| 65 і більше                        | 65 і більше                        |                                    | 14,2%                              | 14,2%                              |
| 85 і більше                        | 85 і більше                        |                                    | 1%                                 | 1%                                 |
| Середній вік (років)               | Середній вік (років)               | 39,838,5                           | 39,2                               | 39,2                               |
| Медіана (років)                    | Медіана (років)                    | 42,639,1                           | 40,8                               | 40,8                               |
| — чоловіки — жінки                 |                                    |                                    |                                    |                                    |

| Походження мешканців:     | Походження мешканців:     | Походження мешканців: | Походження мешканців: | Походження мешканців: |
| ------------------------- | ------------------------- | --------------------- | --------------------- | --------------------- |
| Походження                |                           |                       | осіб                  | %                     |
| Корінні американці        | Корінні американці        |                       | 530                   | 17.76%                |
| Інше північноамериканське | Інше північноамериканське |                       | 965                   | 32.33%                |
| Європейське               | Європейське               |                       | 2 190                 | 73.37%                |
| британське                | британське                |                       | 1 510                 | 50.59%                |
| французьке                | французьке                |                       | 400                   | 13.4%                 |
| українське                | українське                |                       | 145                   | 4.86%                 |
| Карибське                 | Карибське                 |                       | 10                    | 0.34%                 |
| Африканське               | Африканське               |                       | 50                    | 1.68%                 |
| Азійське                  | Азійське                  |                       | 170                   | 5.7%                  |

| Зайнятість населення за галузями (за класифікацією NOC): | Зайнятість населення за галузями (за класифікацією NOC): | Зайнятість населення за галузями (за класифікацією NOC): | Зайнятість населення за галузями (за класифікацією NOC): | Зайнятість населення за галузями (за класифікацією NOC): |
| -------------------------------------------------------- | -------------------------------------------------------- | -------------------------------------------------------- | -------------------------------------------------------- | -------------------------------------------------------- |
|                                                          |                                                          |                                                          |                                                          |                                                          |
| Управління                                               | Управління                                               |                                                          | 7,5%                                                     | 7,5%                                                     |
| Бізнес, фінанси та адміністрування                       | Бізнес, фінанси та адміністрування                       |                                                          | 9,7%                                                     | 9,7%                                                     |
| Природничі та прикладні науки                            | Природничі та прикладні науки                            |                                                          | 3,8%                                                     | 3,8%                                                     |
| Охорона здоров'я                                         | Охорона здоров'я                                         |                                                          | 4,1%                                                     | 4,1%                                                     |
| Освіта, правозахист, муніципальні та урядові служби      | Освіта, правозахист, муніципальні та урядові служби      |                                                          | 9,4%                                                     | 9,4%                                                     |
| Мистецтво, культура, відпочинок та спорт                 | Мистецтво, культура, відпочинок та спорт                 |                                                          | 1,9%                                                     | 1,9%                                                     |
| Роздрібна торгівля та послуги                            | Роздрібна торгівля та послуги                            |                                                          | 18,8%                                                    | 18,8%                                                    |
| Гуртова торгівля, транспорт та обладнання                | Гуртова торгівля, транспорт та обладнання                |                                                          | 29,2%                                                    | 29,2%                                                    |
| Природні ресурси, сільське господарство                  | Природні ресурси, сільське господарство                  |                                                          | 7,8%                                                     | 7,8%                                                     |
| Виробництво                                              | Виробництво                                              |                                                          | 8,5%                                                     | 8,5%                                                     |

## Клімат
Середня річна температура становить 4°C, середня максимальна – 19,5°C, а середня мінімальна – -15,4°C. Середня річна кількість опадів – 456 мм.
| Клімат поселення                              | Клімат поселення | Клімат поселення | Клімат поселення | Клімат поселення | Клімат поселення | Клімат поселення | Клімат поселення | Клімат поселення | Клімат поселення | Клімат поселення | Клімат поселення | Клімат поселення | Клімат поселення |
| Показник                                      | Січ.             | Лют.             | Бер.             | Квіт.            | Трав.            | Черв.            | Лип.             | Серп.            | Вер.             | Жовт.            | Лист.            | Груд.            |                  |
| Середній максимум, °C                         | −1,67            | 1,89             | 6,46             | 11,40            | 15,86            | 19,53            | 18,42            | 18,08            | 13,52            | 7,81             | 0,92             | −3,69            |                  |
| Середня температура, °C                       | −8,52            | −4,96            | −0,38            | 4,57             | 9,01             | 12,69            | 15,10            | 14,76            | 10,20            | 4,51             | −2,4             | −7,02            |                  |
| Середній мінімум, °C                          | −15,37           | −11,8            | −7,24            | −2,29            | 2,17             | 5,84             | 11,78            | 11,45            | 6,88             | 1,18             | −5,72            | −10,33           |                  |
| Норма опадів, мм                              | 46               | 26               | 24               | 22               | 32               | 50               | 46               | 36               | 40               | 48               | 44               | 42               |                  |
| Середньомісячна швидкість вітру, м/с          | 1.80             | 1.80             | 2.00             | 2.11             | 2.10             | 2.10             | 2.00             | 1.80             | 1.70             | 1.80             | 1.81             | 1.72             |                  |
| Середньомісячна сонячна радіація, кДж/м²·день | 2236             | 4723             | 9232             | 14521            | 18119            | 19581            | 19127            | 16045            | 10724            | 5564             | 2577             | 1597             |                  |
| --------------------------------------------- | ---------------- | ---------------- | ---------------- | ---------------- | ---------------- | ---------------- | ---------------- | ---------------- | ---------------- | ---------------- | ---------------- | ---------------- | ---------------- |
| Джерело:                                      |                  |                  |                  |                  |                  |                  |                  |                  |                  |                  |                  |                  |                  |